# Forêts de Gondrecourt-le-Château
Forêts de Gondrecourt-le-Château este o arie protejată (sit de importanță comunitară — SCI) din Franța întinsă pe o suprafață de 1.063 ha, integral pe uscat.

## Localizare
Centrul sitului Forêts de Gondrecourt-le-Château este situat la coordonatele 48°28′29″N 5°33′02″E / 48.47472°N 5.55056°E.

## Înființare
Situl Forêts de Gondrecourt-le-Château a fost declarat arie specială de conservare în baza directivei 92/43 din 1992 referitoare la conservarea habitatelor naturale și a faunei și florei sălbatice pentru a proteja un număr necunoscut de specii din flora spontană și fauna sălbatică aflate în arealul zonei.

## Biodiversitate
Situată în ecoregiunea continentală, aria protejată conține 7 habitate naturale: Păduri de fag Asperulo-Fagetum, Păduri pe pante, grohotișuri și ravene de Tilio-Acerion, Pajiști uscate seminaturale și facies de acoperire cu tufișuri pe substraturi calcaroase (Festuco-Brometalia) (* situri importante pentru orhidee), Cursuri de apă de la nivel de câmpie la nivel montan, cu vegetație Ranunculion fluitantis și Callitricho-Batrachion, Păduri de fag din Europa Centrală dezvoltate pe sol calcaros cu Cephalanthero-Fagion, Formațiuni de Juniperus communis pe lande sau pajiști calcaroase, Păduri de stejar sau de stejar și carpen sub-atlantice și medio-europene de Carpinion betuli.
La baza desemnării sitului se află un număr nedeclarat de specii protejate.
Pe lângă speciile protejate, pe teritoriul sitului au mai fost identificate 8 specii de plante, 4 specii de păsări, 1 specie de amfibieni, 5 specii de nevertebrate, 2 specii de reptile.